# Водопад. Live
«Водопад. Live» — музыкальный альбом Григория Лепса с записью одноимённого концерта 20 ноября 2009 года в СК «Олимпийский». В него вошли новые песни из альбома «Водопад», а также лучшие песни из предыдущих альбомов певца. Вышел на DVD-диске.

## Список композиций
1. «Водопад» (музыка — А. Текутов, слова — А. Текутов, С. Колмыков)
2. «Берега» (музыка и слова — Е. Поздняков)
3. «Беги по небу» (музыка и слова — М. Фадеев)
4. «Замерзает Солнце» (музыка — А. Мисин, слова — К. Кавалерян)
5. «Приказ» (музыка и слова — Г. Лепс)
6. «Вьюга» (музыка — Ф. Писарев, слова — Е. Захаров)
7. «Ну и что» (музыка и слова — Г. Богданов)
8. «Небо» (музыка и слова — G. Berryman, J. Buckland, W. Champion, C. Martin, русский текст — К. Кавалерян)
9. «Бессонница» (музыка и слова — А. Козачук)
10. «Что может человек» (музыка — Г. Лепс, слова — К. Арсенев)
11. «Парус» (музыка и слова — В. Высоцкий)
12. «Купола» (музыка и слова — В. Высоцкий)
13. «Расскажи» (музыка и слова — Г. Лепс)
14. «Крыса-ревность» (музыка — Г. Лепс, слова — К. Арсенев)
15. «Лабиринт» (музыка — А. Мисин, слова — К. Кавалерян)
16. «Нет, нет, нет» (музыка и слова — К. Шустарев)
17. «Песня Императора» (музыка — М. Фадеев, слова — А. Подгорный, Д. Алешина)
18. «Ты опоздала» (музыка — В. Лосев, слова — А. Егорова)
19. «Уходи красиво» (музыка и слова — Bryn Cristopher, Jaz Rogers, русский текст — К. Арсенев)
20. «Я тебя не люблю» (музыка — В. Дробыш, слова — К. Арсенев)
21. «Чёрный снегопад» (музыка — А. Мисин, слова — С. Осиашвили)
22. «Свои» (музыка — И. Матвиенко, слова — А. Олейник)
23. «Роковая любовь» (музыка — Г. Лепс, слова — К. Арсенев)
24. «Слова» (музыка — А. Мисин, слова — К. Кавалерян)
25. «Падают листья» (музыка — Д. Соболев, слова — О. Колесниченко)
26. «Рюмка водки на столе» (музыка и слова — Е. Григорьев)
27. «Она» (музыка — А. Мисин, слова — К. Кавалерян)
28. «Новый год» (музыка и слова — А. Бадажков)
29. «Разные люди» (музыка и слова — G. Berryman, J. Buckland, W. Champion, C. Martin, русский текст — К. Арсенев)
30. «Дорога» (музыка — А. Мисин, слова — К. Кавалерян)

## Невошедшие композиции
На DVD не вошли следующие исполненные на концерте композиции:

| - «Танго разбитых сердец» (музыка — Е. Кобылянский, слова — К. Кавалерян) - «Я слушал дождь» (музыка — Е. Кобылянский, слова — А. Долженков) |

## Музыканты
| - Григорий Лепс — вокал - Геннадий Пучков — клавиши - Денис Катасонов — соло-гитара, акустическая гитара - Артур Осипов — барабаны | - Виктор Левченко — бас-гитара - Минигали Давлетбаев — саксофон - Ольга Никитина — бэк-вокал - Светлана Клесун — бэк-вокал |